# Razzia au F.B.I.
Pour plus de détails, voir Fiche technique et Distribution.
Razzia au F.B.I. (titre original : Um Null Uhr schnappt die Falle zu, Le Piège se referme la nuit ; autre titre français : Velouté à la nitro) est un film franco-allemand réalisé par Harald Philipp sorti en 1966.
Il s'agit du troisième film de la série Jerry Cotton.

## Synopsis
Pour pouvoir voler un bijou, Lew Hutton et Fat Krusky s'emparent d'un camion qu'ils ignorent, malgré les nombreux panneaux d'avertissement, qu'il contient de nitroglycérine. À leur grande surprise, ils découvrent après le vol du camion, qu'il est toujours entièrement chargé. Lew Hutton parvient à planquer les vingt tonnes du produit chimique. Ce camion sert à un casse dans un magasin de bijoux à New York. Après l'accident qui a détourné l'attention, leur complice Maureen devient une proie en raison de la récompense d'un million de dollars mise en place par la police pour retrouver les voleurs.
Entre-temps, la police comprend non seulement que les bijoux ont été volés mais aussi vingt bidons de nitroglycérine. La police se tourne vers le F.B.I, l'affaire est confiée à Jerry Cotton.
Le gangster Larry Link est informé du casse, fait éliminer Hutton et Krusky et avec l'aide de Maureen récupère les bidons. Il demande au F.B.I une rançon de cinq millions de dollars, sinon Manhattan explosera. Pour montrer qu'il ne bluffe pas, il fait placer par ses sbires un bidon sous le pont de Manhattan. Jerry Cotton peut tout empêcher à la dernière seconde.
Le F.B.I dirigé par Mr. High cède et veut donner les cinq millions de dollars exigés. Ils sont remis à Maureen qui s'enfuit dans un taxi. Grâce à un mouchard qu'il avait placé dans la valise contenant l'argent, Jerry Cotton la suit discrètement. Maureen apporte l'argent aux complices de Larry, tandis que Larry reste à côté de la nitro, communiquant par radio. Au moment de la vérification de la rançon, le mouchard est découvert, à ce moment Jerry Cotton intervient et arrête les complices. Toutefois Larry entend tout par radio et veut maintenant faire sauter avec la nitro le Pennsylvania Express. Jerry Cotton l'en empêche de nouveau et tue Larry Link.
Alors que Jerry Cotton s'imagine prendre des vacances bien méritées, Mr. High lui confie une nouvelle mission.

## Fiche technique
- Titre original: Um Null Uhr schnappt die Falle zu
- Titre : Razzia au F.B.I
- Autres titres français : Le Piège se referme la nuit, Velouté à la nitro
- Réalisation : Harald Philipp
- Scénario : Fred Denger, Kurt Nachmann d'après la série de romans[2]
- Musique : Peter Thomas
- Direction artistique : Werner Achmann, Rolf Zehetbauer
- Photographie : Helmut Meewes
- Montage : Alfred Srp
- Production : Heinz Willeg (de)
- Sociétés de production : Allianz Filmproduktion, Constantin Film, Prodex
- Société de distribution : Constantin Film
- Pays d'origine :  Allemagne de l'Ouest,  France
- Langue : allemand
- Format : Noir et blanc - 1,66:1 - Mono - 35 mm
- Genre : Film policier
- Durée : 90 minutes
- Dates de sortie :
  -  Allemagne de l'Ouest : 4 mars 1966.
  -  France : 28 décembre 1966[1].
  -  Finlande : 21 avril 1967.

## Distribution
- George Nader : Jerry Cotton
- Horst Frank : Larry Link
- Dominique Wilms : Maureen
- Richard Münch : Mr. High
- Heinz Weiss : Phil Decker
- Allen Pinson : Harry
- Alexander Allerson : Husky
- Ricky Cooper : Pal
- Werner Abrolat (de) : Krot
- Gert Günther Hoffmann (de) : Lew Hutton
- Friedrich G. Beckhaus (de) : Fat Krusky
- Harald Dietl (de) : Lieutenant Howard
- Monika Grimm (de) : Ruth Warren
- Helga Schlack (de) : Helen Culver
- Ingrid Capelle (de) : Alice
- Sigfrit Steiner (de) : Dr. Smeat
- Georg Lehn : Bud Sculler
- Ilse Pagé : La standardiste

## Source de la traduction
- (de) Cet article est partiellement ou en totalité issu de l’article de Wikipédia en allemand intitulé « Um Null Uhr schnappt die Falle zu » (voir la liste des auteurs).